# پدرو گارسیا آگوآدو
پدرو گارسیا آگوآدو (اسپانیایی: Pedro García Aguado‎؛ زادهٔ ۹ دسامبر ۱۹۶۸) بازیکن واترپلو اهل اسپانیا است.
وی در مسابقات کشوری و بین‌المللی در مجموع برندهٔ ۲ مدال طلا، ۱ مدال نقره، ۱ مدال برنز شده‌است.